# Las alumnas de madame Olga
Las alumnas de madame Olga es una película erótica española de 1981 dirigida por José Ramón Larraz y protagonizada por Helga Liné.

## Argumento
Una profesora de piano es en realidad una taimada maestra en la trata de blancas, traficando con mujeres que ofrece a ricos dispuestos a pagar por sus servicios.